# Ōtama
Ōtama (大玉村, Ōtama-mura) est un village japonais (村, mura ou son), situé dans la préfecture de Fukushima.
Sa population au 1er juin 2013 est estimée à 8 442 habitants.